# Qualificazioni alla Coppa d'Asia 2026 (calcio femminile)
Questa voce raccoglie un approfondimento sui risultati degli incontri e sulle classifiche per l'accesso alla fase finale della Coppa d'Asia 2026 (calcio femminile).

## Fase a gironi

### Girone A
| Squadra   | P.ti | G | V | P | S | RF | RS | DR  |
| --------- | ---- | - | - | - | - | -- | -- | --- |
| Iran      | 9    | 4 | 3 | 0 | 1 | 14 | 5  | +9  |
| Giordania | 9    | 4 | 3 | 0 | 1 | 13 | 2  | +11 |
| Bhutan    | 6    | 4 | 2 | 0 | 2 | 6  | 13 | -7  |
| Libano    | 6    | 4 | 2 | 0 | 2 | 5  | 7  | -2  |
| Singapore | 0    | 4 | 0 | 0 | 4 | 2  | 13 | -11 |

| Squadra   | Iran (bandiera) | Giordania (bandiera) | Libano (bandiera) | Singapore (bandiera) | Bhutan (bandiera) |
| --------- | --------------- | -------------------- | ----------------- | -------------------- | ----------------- |
| Iran      | —               | 2 – 1                | —                 | —                    | 7 – 1             |
| Giordania | —               | —                    | —                 | 5 – 0                | 3 – 0             |
| Libano    | 3 – 1           | 0 – 4                | —                 | —                    | —                 |
| Singapore | 0 – 4           | —                    | 0 – 1             | —                    | —                 |
| Bhutan    | —               | —                    | 2 – 1             | 3 – 2                | —                 |

### Girone B
| Squadra    | P.ti | G | V | P | S | RF | RS | DR  |
| ---------- | ---- | - | - | - | - | -- | -- | --- |
| India      | 12   | 4 | 4 | 0 | 0 | 24 | 1  | +23 |
| Thailandia | 9    | 4 | 3 | 0 | 1 | 23 | 2  | +21 |
| Timor Est  | 4    | 4 | 1 | 1 | 2 | 3  | 9  | -6  |
| Iraq       | 4    | 4 | 1 | 1 | 2 | 5  | 14 | -9  |
| Mongolia   | 0    | 4 | 0 | 0 | 4 | 3  | 32 | -23 |

| Squadra    | Thailandia (bandiera) | India (bandiera) | Mongolia (bandiera) | Timor Est (bandiera) | Iraq (bandiera) |
| ---------- | --------------------- | ---------------- | ------------------- | -------------------- | --------------- |
| Thailandia | —                     | 1 – 2            | —                   | —                    | 7 – 0           |
| India      | —                     | —                | —                   | 4 – 0                | 5 – 0           |
| Mongolia   | 0 – 11                | 0 – 13           | —                   | —                    | —               |
| Timor Est  | 0 – 4                 | —                | 3 – 1               | —                    | —               |
| Iraq       | —                     | —                | 5 – 2               | 0 – 0                | —               |

### Girone C
| Squadra      | P.ti | G | V | P | S | RF | RS | DR  |
| ------------ | ---- | - | - | - | - | -- | -- | --- |
| Bangladesh   | 9    | 3 | 3 | 0 | 0 | 16 | 1  | +15 |
| Birmania     | 6    | 3 | 2 | 0 | 1 | 15 | 2  | +13 |
| Bahrein      | 1    | 3 | 0 | 1 | 2 | 2  | 15 | -13 |
| Turkmenistan | 1    | 3 | 0 | 1 | 2 | 2  | 17 | -15 |

| Squadra      | Birmania (bandiera) | Bahrein (bandiera) | Bangladesh (bandiera) | Turkmenistan (bandiera) |
| ------------ | ------------------- | ------------------ | --------------------- | ----------------------- |
| Birmania     | —                   | 6 – 0              | —                     | 8 – 0                   |
| Bahrein      | —                   | —                  | 0 – 7                 | —                       |
| Bangladesh   | 2 – 1               | —                  | —                     | 7 – 0                   |
| Turkmenistan | —                   | 2 – 2              | —                     | —                       |

### Girone D
| Squadra       | P.ti | G | V | P | S | RF | RS | DR  |
| ------------- | ---- | - | - | - | - | -- | -- | --- |
| Taipei cinese | 9    | 3 | 3 | 0 | 0 | 13 | 1  | +12 |
| Pakistan      | 6    | 3 | 2 | 0 | 1 | 4  | 9  | -5  |
| Indonesia     | 3    | 3 | 1 | 0 | 2 | 2  | 4  | -2  |
| Kirghizistan  | 0    | 3 | 0 | 0 | 3 | 1  | 6  | -5  |

| Squadra       | Taipei cinese (bandiera) | Indonesia (bandiera) | Kirghizistan (bandiera) | Pakistan (bandiera) |
| ------------- | ------------------------ | -------------------- | ----------------------- | ------------------- |
| Taipei cinese | —                        | 2 – 1                | —                       | 8 – 0               |
| Indonesia     | —                        | —                    | 1 – 0                   | —                   |
| Kirghizistan  | 0 – 3                    | —                    | —                       | 1 – 2               |
| Pakistan      | —                        | 2 – 0                | —                       | —                   |

### Girone E
| Squadra             | P.ti | G | V | P | S | RF | RS | DR  |
| ------------------- | ---- | - | - | - | - | -- | -- | --- |
| Vietnam             | 9    | 3 | 3 | 0 | 0 | 17 | 0  | +17 |
| Emirati Arabi Uniti | 4    | 3 | 1 | 1 | 1 | 5  | 6  | -1  |
| Guam                | 4    | 3 | 1 | 1 | 1 | 3  | 4  | -1  |
| Maldive             | 0    | 3 | 0 | 0 | 3 | 0  | 15 | -15 |

| Squadra             | Vietnam (bandiera) | Guam (bandiera) | Emirati Arabi Uniti (bandiera) | Maldive (bandiera) |
| ------------------- | ------------------ | --------------- | ------------------------------ | ------------------ |
| Vietnam             | —                  | 4 – 0           | —                              | 7 – 0              |
| Guam                | —                  | —               | 0 – 0                          | —                  |
| Emirati Arabi Uniti | 0 – 6              | —               | —                              | 5 – 0              |
| Maldive             | —                  | 0 – 3           | —                              | —                  |

### Girone F
| Squadra    | P.ti | G | V | P | S | RF | RS | DR  |
| ---------- | ---- | - | - | - | - | -- | -- | --- |
| Uzbekistan | 7    | 3 | 2 | 1 | 0 | 20 | 3  | +17 |
| Nepal      | 7    | 3 | 2 | 1 | 0 | 20 | 3  | +17 |
| Laos       | 3    | 3 | 1 | 0 | 2 | 2  | 16 | -14 |
| Sri Lanka  | 0    | 3 | 0 | 0 | 3 | 0  | 20 | -20 |

Note
1. ↑  Nepal e Uzbekistan hanno concluso a pari merito per differenza reti e gol segnati. La qualificazione è stata determinata dai tiri di rigore.

| Squadra    | Uzbekistan (bandiera) | Nepal (bandiera) | Laos (bandiera) | Sri Lanka (bandiera) |
| ---------- | --------------------- | ---------------- | --------------- | -------------------- |
| Uzbekistan | —                     | 7 – 6 (dtr)      | —               | 10 – 0               |
| Nepal      | —                     | —                | 9 – 0           | —                    |
| Laos       | 0 – 7                 | —                | —               | 2 – 0                |
| Sri Lanka  | —                     | 0 – 8            | —               | —                    |

### Girone G
| Squadra        | P.ti | G | V | P | S | RF | RS | DR  |
| -------------- | ---- | - | - | - | - | -- | -- | --- |
| Filippine      | 9    | 3 | 3 | 0 | 0 | 10 | 0  | +10 |
| Hong Kong      | 4    | 3 | 1 | 1 | 1 | 2  | 2  | 0   |
| Cambogia       | 4    | 3 | 1 | 1 | 1 | 3  | 8  | -5  |
| Arabia Saudita | 0    | 3 | 0 | 0 | 3 | 1  | 6  | -5  |

| Squadra        | Filippine (bandiera) | Hong Kong (bandiera) | Cambogia (bandiera) | Arabia Saudita (bandiera) |
| -------------- | -------------------- | -------------------- | ------------------- | ------------------------- |
| Filippine      | —                    | 1 – 0                | —                   | 3 – 0                     |
| Hong Kong      | —                    | —                    | 1 – 1               | —                         |
| Cambogia       | 0 – 6                | —                    | —                   | 2 – 1                     |
| Arabia Saudita | —                    | 0 – 1                | —                   | —                         |

### Girone H
| Squadra        | P.ti | G | V | P | S | RF | RS | DR  |
| -------------- | ---- | - | - | - | - | -- | -- | --- |
| Corea del Nord | 9    | 3 | 3 | 0 | 0 | 26 | 0  | +26 |
| Malaysia       | 6    | 3 | 2 | 0 | 1 | 2  | 6  | -4  |
| Palestina      | 3    | 3 | 1 | 0 | 2 | 3  | 11 | -8  |
| Tagikistan     | 0    | 3 | 0 | 0 | 3 | 0  | 14 | -14 |

| Squadra        | Corea del Nord (bandiera) | Malaysia (bandiera) | Palestina (bandiera) | Tagikistan (bandiera) |
| -------------- | ------------------------- | ------------------- | -------------------- | --------------------- |
| Corea del Nord | —                         | 6 – 0               | —                    | 10 – 0                |
| Malaysia       | —                         | —                   | 1 – 0                | —                     |
| Palestina      | 0 – 10                    | —                   | —                    | 3 – 0                 |
| Tagikistan     | —                         | 0 – 1               | —                    | —                     |